# Ондржичек, Карел
Карел Ондржичек (чеш. Karel Ondříček; 1865—1943) — чешский скрипач. Брат Франтишека и Эммануэля Ондржичеков.
Сначала обучался у своего отца Яна Ондржичека. Позже он учился у Антонина Бенневица в Пражской консерватории. Однако консерваторию он не закончил. Некоторое время он играл в оркестре своего отца.
Первая скрипка в оркестре пражского Национального театра. Участвовал в премьере камерных сочинений Антонина Дворжака: Четырёх романтических пьес Op. 75 (1887, партия фортепиано — автор), струнного трио Op. 74 (1887), фортепианного квинтета Op. 81 (1888), а также струнного квартета № 1 Op. 2 (написанного в 1865 году, но, видимо, до 1888 года в концертах не исполнявшегося). Учитель Яна Кубелика.
В 1899—1902 годах играл в Бостонском симфоническом оркестре и в Квартете Кнайзеля. Около 1910 года руководил собственным музыкальным трио.